# Chère Future Maman
Chère Future Maman (version originale en anglais : Dear Future Mom) est une campagne télévisée créée par 15 associations européennes actives dans la trisomie 21, et défendant une société inclusive et accueillante pour ces personnes, à travers un message qui se veut anti-eugéniste. 
La campagne est massivement diffusée le 21 mars 2014, lors de la journée mondiale de la trisomie 21, dans toute l'Europe.
Cette campagne entraîne une controverse en France, où la diffusion du clip est suspendue par le Conseil supérieur de l'audiovisuel en raison de sa perception par les mères qui ont recouru à une interruption médicale de grossesse (IMG). 

## Création et contexte
La campagne Chère Future Maman est initialement créée par 15 associations européennes du domaine de la trisomie 21 dont, en France, Les amis d’Éléonore et la Fondation Jérôme-Lejeune, controversée pour ses positions anti-avortement. C'est l'association italienne Coordown, association militant pour l’intégration des personnes trisomiques dans la société, qui supervise la réalisation du clip.
D'une durée de 2 min 30, la campagne est diffusée à l'occasion de la journée mondiale de la trisomie 21, le 21 mars 2014. Elle montre des jeunes trisomiques (d'origine européenne, dont des Français) qui expriment leur « bonheur de vivre », et est qualifiée de « simple et touchante » sur le site de LCI. Le clip s'adresse, comme son titre l'indique, à une mère qui serait enceinte d'un enfant détecté porteur de trisomie 21. Les personnes trisomiques expliquent : « Chère future maman, n'aie pas peur. Ton fils pourra faire beaucoup de choses. Il pourra te faire des câlins, il pourra courir vers toi, il pourra parler et te dire qu'il t'aime ». Le message de ce clip vise à « réconforter tous les futurs parents » et à « sensibiliser sur le sujet du dépistage prénatal », 96 % des fœtus détectés trisomiques étant éliminés en France.

## Diffusion
En France, un extrait de 30 secondes tiré de cette campagne est notamment diffusé sur les chaînes de télévision TF1, M6, Direct 8 et Canal+, entre mars et avril 2014. Sur YouTube, la vidéo en français enregistre plus de 4,5 millions de vues en six jours, et termine à plus de 7 millions de vues, d'après le quotidien français Le Monde.

## Volet juridique
En juin 2014, le Conseil supérieur de l'audiovisuel (CSA) français demande la suspension de la diffusion de l'extrait de la campagne par les chaînes françaises, au motif qu'elle « n'est pas susceptible de provoquer une adhésion spontanée », et que son message n'est pas « d'intérêt général » car « susceptible de troubler » des femmes ayant eu recours à une Interruption médicale de grossesse.
Le CSA affirme avoir reçu des plaintes relatives au message porté par ce clip, plaintes qui ont motivé son avis négatif quant à la diffusion du clip. Le président du Conseil supérieur de l'audiovisuel a, en décembre 2014, fourni une copie anonymisée de ces plaintes.
Sept jeunes adultes trisomiques saisissent le Conseil d'État pour contester la « censure » exercée par le CSA, au nom de leur liberté d'expression. Une audience leur est accordée le 7 septembre 2016, sans présence d'un avocat, dans une démarche que le périodique Le Monde qualifie d'« inédite ».
Le 10 novembre 2016, le Conseil d'État publie sa décision de rejet des recours des associations de personnes trisomiques,,. Dans sa décision, il juge que « la présentation d'un point de vue positif sur la vie personnelle et sociale de jeunes atteints de trisomie répond à un objectif d'intérêt général », mais aussi que « le CSA n'a, dans l'exercice de son pouvoir de régulation, commis aucune erreur de qualification juridique ni aucune erreur de droit » en qualifiant la diffusion de la campagne d'« inappropriée », dans la mesure où une le clip contenait une « ambiguïté » qui était « susceptible de troubler en conscience des femmes qui, dans le respect de la loi, avaient fait des choix de vie personnelle différents » , le privant, dès lors, d’un caractère d’intérêt général.
La CEDH, saisie par plusieurs associations, déclare leur requête irrecevable en 2022.